# 파테 뉴스
파테 뉴스(Pathé News)는 1910년부터 1970년까지 영국에서 활동한 뉴스릴과 다큐멘터리 제작사였다. 파테 뉴스의 설립자인 찰스 파테(Charles Pathé)는 무성 영화 시대에 영화의 선구자였다. 파테 뉴스 아카이브는 오늘날 브리티시 파테(British Pathé)로 알려져 있다. 뉴스 영화와 영화 모음집은 완전히 디지털화되어 있으며 온라인에서 이용할 수 있다.